# Пичужкин, Михаил Сергеевич
Михаил Сергеевич Пичужкин (21 января 1925, Чита, Дальневосточная область — 21 февраля 2002, Киев) — советский партийный деятель, чиновник. Постоянный представитель Совета министров УССР при Совете министров СССР. Почётный гражданин Кривого Рога.

## Биография
Родился 21 января 1925 года в Чите. Русский.
Член КПСС. В рядах Рабоче-крестьянской Красной армии с 1942 года, участник Великой Отечественной войны, лейтенант.
В 1953 году окончил Московский энергетический институт. В 1953—1962 годах работал сначала начальником смены кислородного цеха, потом секретарём парткома завода «Криворожсталь». В 1962 году избран вторым, с 1965 года — первым секретарём Криворожского городского комитета КП Украины. В 1967—1974 годах — второй секретарь Днепропетровского областного комитета КП Украины. Работал на руководящих постах в Киеве и Москве.
Делегат XXIII, XXIV, XXV, XXVI, XXVII съезда Компартии Украины. Депутат Верховного Совета УССР 7—9-го созывов от Павлоградского избирательного округа Днепропетровской области. Народный депутат Верховного Совета СССР 10-го и 11-го созывов от Первомайского территориального избирательного округа № 496 Николаевской области. Председатель комиссии Верховного Совета УССР по вопросам торговли.
Постоянный представитель Совета Министров Украинской ССР при Совете Министров СССР.
Весной 1989 года избран народным депутатом СССР от Первомайского территориального избирательного округа № 496 Николаевской области.
Умер 21 февраля 2002 года в Киеве. Похоронен вместе с женой на Байковом кладбище (участок № 49а).

## Награды
- Медаль «За боевые заслуги» (20.10.1944);
- Орден Красной Звезды (10.03.1945);
- Орден Красной Звезды (11.09.1945);
- Орден Отечественной войны 1-й степени (1985);
- Почётный гражданин Кривого Рога[4] (1987);
- Орден Ленина;
- Орден Октябрьской Революции;
- дважды Орден Трудового Красного Знамени;
- дважды Орден Дружбы Народов.